# Boreoheptagyia unica
Boreoheptagyia unica är en tvåvingeart som beskrevs av Makarchenko 1994. Boreoheptagyia unica ingår i släktet Boreoheptagyia och familjen fjädermyggor. Inga underarter finns listade i Catalogue of Life.